# Piastówka (dopływ Kamiennej)
Piastówka (niem. Lämmer Graben) – potok górski w Sudetach Zachodnich w Górach Izerskich i Kotlinie Jeleniogórskiej, w woj. dolnośląskim.
Górski potok o długości 3,2 km, lewy dopływ Kamiennej, należący do dorzecza Odry. Źródła na południowych zboczach Bobrowych Skał, we wschodniej części Kamienickiego Grzbietu w Górach Izerskich. Płynie na południowy wschód. W Pakoszowie (części Piechowic) uchodzi do Kamiennej.